# Kim Yong-sik (voetballer)
Kim Yong-Sik (Koreaans: 김용식) (Sinchon, 25 juli 1910 - Seoel 8 maart 1985) was een Zuid-Koreaanse voetballer.

## Japans voetbalelftal
Kim Yong-sik maakte op 4 augustus 1936 zijn debuut in het Japans voetbalelftal tijdens een Olympische Zomerspelen 1936 tegen Zweden. Kim Yong-sik debuteerde in 1936 in het Japans nationaal elftal en speelde 3 interlands.

## Statistieken
| Japans voetbalelftal | Japans voetbalelftal | Japans voetbalelftal |
| Jaar                 | Wed.                 | Dlp.                 |
| -------------------- | -------------------- | -------------------- |
| 1936                 | 2                    | 0                    |
| 1937                 | 0                    | 0                    |
| 1938                 | 0                    | 0                    |
| 1939                 | 0                    | 0                    |
| 1940                 | 1                    | 0                    |
| Totaal               | 3                    | 0                    |